# 江戸相撲安永元年11月場所
江戸相撲安永元年11月場所（えどすもうあんえいがんねん11がつばしょ）は、安永元年（1772年）11月に開催された江戸相撲（大相撲の前身）の本場所。興行場所は本所回向院。

## 概要
江戸相撲は通常は3月頃と11月頃の年2場所興行が一般的であるが、この年の春場所は行われた記録がなく、災害多発により見送ったものと思われる。
この場所は、正規の番付が発行後に変更された。当初発表された番付は以下の通り。
| 東               | 東             | 番付      | 西             | 西   |
| 備考             | 力士名         | 番付      | 力士名         | 備考 |
| ---------------- | -------------- | --------- | -------------- | ---- |
| 新大関（第41代） | 不動堂岡右エ門 | 大関      | 恵蘇嶽峰右エ門 |      |
|                  | 石見潟丈右エ門 | 関脇      | 釈迦嶽雲右エ門 |      |
|                  | 出水川貞右エ門 | 小結      | 関ノ戸億右エ門 |      |
|                  | 雪見山堅太夫   | 前頭筆頭  | 達ヶ関森右エ門 |      |
|                  | 二十山彌太夫   | 前頭2枚目 | 友綱良助       |      |
|                  | 三國山宗右エ門 | 前頭3枚目 | 越ノ海勇藏     |      |
|                  | 唐糸織右エ門   | 前頭4枚目 | 稲川政右エ門   |      |

ところが出水川や雪見山（ともに上方相撲に参加）が当場所に不参加となったため、改めて番付を編成、これに従って場所が行われた。

## 幕内番付・星取表
| 東             | 東               | 東             | 番付      | 西               | 西               | 西          |
| 備考           | 成績             | 力士名         | 番付      | 力士名           | 成績             | 備考        |
| -------------- | ---------------- | -------------- | --------- | ---------------- | ---------------- | ----------- |
|                | 2勝6休           | 不動堂岡右エ門 | 大関      | 恵蘇嶽峰右エ門   | 1敗7休           |             |
| 西関脇から移動 | 5勝2敗1休        | 釈迦嶽雲右エ門 | 関脇      | 関ノ戸億右エ門   | 3勝1敗1無勝負3休 | 1枚繰り上げ |
| 1枚繰り下げ    | 全休             | 石見潟丈右エ門 | 小結      | 達ヶ関森右エ門   | 6勝2休           | 1枚繰り上げ |
| 新たに参加     | 1預7休           | 雷電為五郎     | 前頭筆頭  | 友綱良助         | 6勝1敗1休        | 1枚繰り上げ |
|                | 3勝3敗2休        | 二十山彌太夫   | 前頭2枚目 | 越ノ海勇藏       | 3勝2預1無勝負2休 | 1枚繰り上げ |
|                | 4敗4休           | 三國山宗右エ門 | 前頭3枚目 | 稲川政右エ門     | 全休             | 1枚繰り上げ |
|                | 1勝2敗2預3無勝負 | 唐糸右エ門     | 前頭4枚目 | 佐渡ヶ嶽沢右エ門 | 5勝1敗1預1休     | 新たに参加  |

## 備考
- この時代の江戸相撲においては優勝力士という概念は存在していないが、後に定められた優勝制度を遡って準用することができる。本場所においては、達ヶ関が優勝相当となる。